# Список нагород та номінацій телесеріалу «Моє кохання із зірки»
Це список нагород і номінацій, які отримав південнокорейський серіал «Моє кохання із зірки».

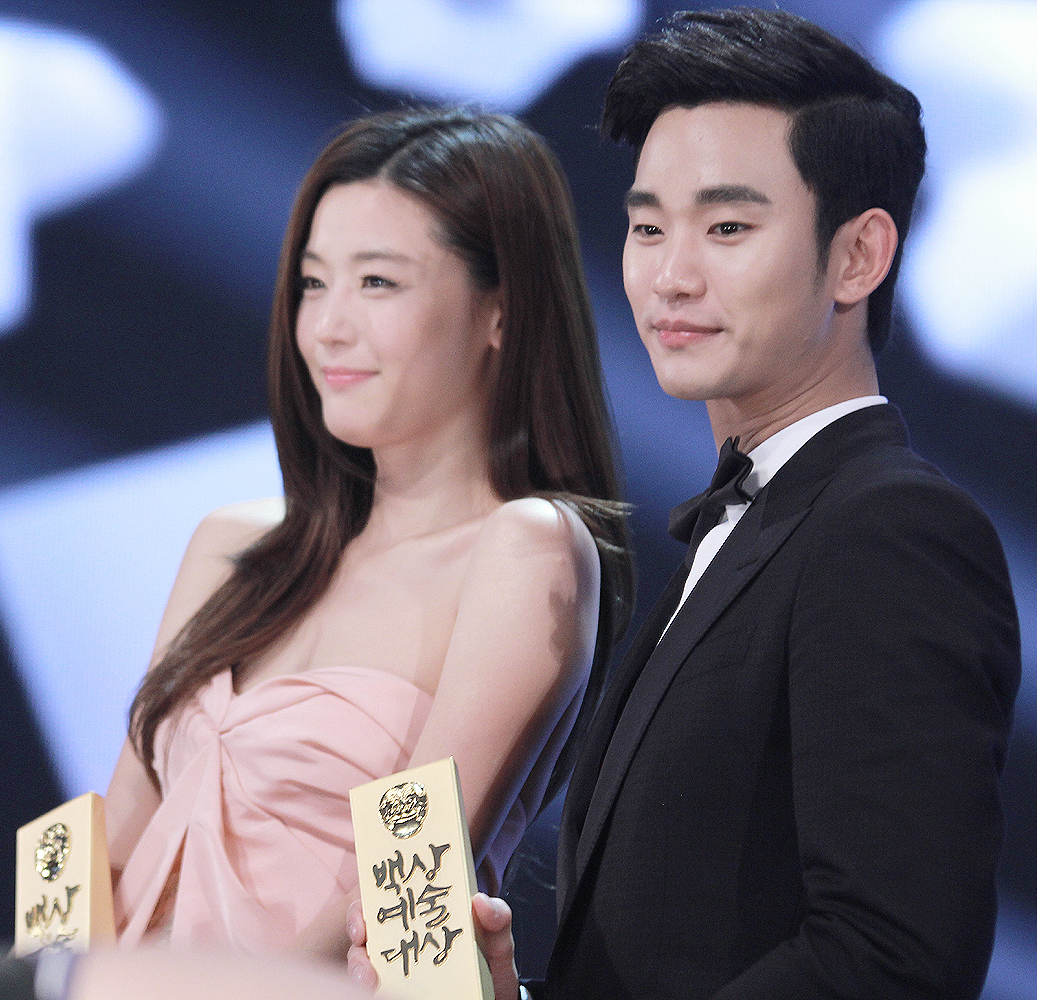
Кім Су Хьон і Чон Чі Хьон на 50-ий Премія мистецтв Пексан

## Нагороди та номінації
| Рік | Категорія нагороди                                                       | Отримувач                                         | Результат | Прим.                               |
| --- | ------------------------------------------------------------------------ | ------------------------------------------------- | --------- | ----------------------------------- |
| 50-та Премія мистецтв Пексан                                                                                         |                                                                          |                                                   |           |                                     |
| 2014 | Тесан (Велика нагорода) (ТБ)                                             | Чон Чі Хьон                                       | Перемога  | [ 1 ] [ 2 ] [ 3 ] [ 4 ] [ 5 ] [ 6 ] |
| 2014 | Найкращий серіал                                                         | «Моє кохання із зірки»                            | Номінація | [ 1 ] [ 2 ] [ 3 ] [ 4 ] [ 5 ] [ 6 ] |
| 2014 | Найкраща режисерська робота (ТБ)                                         | Чан Тхе Ю                                         | Номінація | [ 1 ] [ 2 ] [ 3 ] [ 4 ] [ 5 ] [ 6 ] |
| 2014 | Найкращий сценарій (ТБ)                                                  | Пак Чі Ин                                         | Номінація | [ 1 ] [ 2 ] [ 3 ] [ 4 ] [ 5 ] [ 6 ] |
| 2014 | Найкраща чоловіча роль (ТБ)                                              | Кім Су Хьон                                       | Номінація | [ 1 ] [ 2 ] [ 3 ] [ 4 ] [ 5 ] [ 6 ] |
| 2014 | Найкраща жіноча роль (ТБ)                                                | Чон Чі Хьон                                       | Номінація | [ 1 ] [ 2 ] [ 3 ] [ 4 ] [ 5 ] [ 6 ] |
| 2014 | Нагорода за популярність (чоловіки) (ТБ)                                 | Кім Су Хьон                                       | Перемога  | [ 1 ] [ 2 ] [ 3 ] [ 4 ] [ 5 ] [ 6 ] |
| 2014 | Нагорода за популярність (чоловіки) (ТБ)                                 | Пак Хе Джін                                       | Номінація | [ 1 ] [ 2 ] [ 3 ] [ 4 ] [ 5 ] [ 6 ] |
| 2014 | Нагорода за популярність (жінки) (ТБ)                                    | Чон Чі Хьон                                       | Номінація | [ 1 ] [ 2 ] [ 3 ] [ 4 ] [ 5 ] [ 6 ] |
| 2014 | Найкращий саундтрек                                                      | «My Destiny» — Лін                                | Перемога  | [ 1 ] [ 2 ] [ 3 ] [ 4 ] [ 5 ] [ 6 ] |
| 20-та Премія «Магнолія» шанхайського телевізійного фестивалю                                                         |                                                                          |                                                   |           |                                     |
| 2014 | Срібна нагорода, Найкращий закордонний телесеріал                        | «Моє кохання із зірки»                            | Перемога  | [ 7 ]                               |
| 41-ша Премія корейських мовників                                                                                     |                                                                          |                                                   |           |                                     |
| 2014 | Найкращий актор/акторка                                                  | Чон Чі Хьон                                       | Перемога  | [ 8 ]                               |
| 9-та Сеульська міжнародна премія драми                                                                               |                                                                          |                                                   |           |                                     |
| 2014 | Видатна корейська драма, Нагорода за майстерність                        | «Моє кохання із зірки»                            | Перемога  | [ 9 ] [ 10 ] [ 11 ]                 |
| 2014 | Видатний корейський актор                                                | Кім Су Хьон                                       | Перемога  | [ 9 ] [ 10 ] [ 11 ]                 |
| 2014 | Нагорода «Вибір людей», Популярний актор                                 | Кім Су Хьон                                       | Перемога  | [ 9 ] [ 10 ] [ 11 ]                 |
| 2014 | Видатний корейська акторка                                               | Чон Чі Хьон                                       | Номінація | [ 9 ] [ 10 ] [ 11 ]                 |
| 2014 | Нагорода «Вибір людей», Популярна акторка                                | Чон Чі Хьон                                       | Номінація | [ 9 ] [ 10 ] [ 11 ]                 |
| 2014 | Видатний саундтрек до корейської драми                                   | «My Destiny» — Лін                                | Перемога  | [ 9 ] [ 10 ] [ 11 ]                 |
| 2014 | Видатний саундтрек до корейської драми                                   | «Every Moment of You» — Сон Сі Ґьон               | Номінація | [ 9 ] [ 10 ] [ 11 ]                 |
| Позначає категорії, які були скасовані через умови вручення премії: не присутній під час вручення — не має нагороди. |                                                                          |                                                   |           |                                     |
| 7-ма Премія корейської драми                                                                                         |                                                                          |                                                   |           |                                     |
| 2014 | Великий приз (Тесан)                                                     | Кім Су Хьон                                       | Перемога  | [ 12 ]                              |
| 2014 | Великий приз (Тесан)                                                     | Чон Чі Хьон                                       | Номінація | [ 12 ]                              |
| 2014 | Найкраща драма                                                           | «Моє кохання із зірки»                            | Перемога  | [ 12 ]                              |
| 2014 | Найкращий режисер                                                        | Чан Тхе Ю                                         | Номінація | [ 12 ]                              |
| 2014 | Найкращий сценарій                                                       | Пак Чі Ин                                         | Номінація | [ 12 ]                              |
| 2014 | Нагорода за майстерність, Актор                                          | Пак Хе Джін                                       | Номінація | [ 12 ]                              |
| 2014 | Найкращий новий актор                                                    | Ан Че Хьон                                        | Перемога  | [ 12 ]                              |
| 2014 | Найкращий новий актор                                                    | Лі І Ґьон                                         | Номінація | [ 12 ]                              |
| 2014 | Найкращий саундтрек                                                      | «My Destiny» — Лін                                | Номінація | [ 12 ]                              |
| 2014 | Найкращий саундтрек                                                      | «Hello / Goodbye» — Хьолін                        | Номінація | [ 12 ]                              |
| 2014 | Нагорода «Гаряча зірка корейської хвилі»                                 | Кім Су Хьон                                       | Перемога  | [ 12 ]                              |
| 2014 | Нагорода «Гаряча зірка»                                                  | Сін Сон Рок                                       | Перемога  | [ 12 ]                              |
| 8-ий Токійський міжнародний фестиваль драми                                                                          |                                                                          |                                                   |           |                                     |
| 2014 | Особлива нагорода для закордонних драм                                   | «Моє кохання із зірки»                            | Перемога  | [ 13 ]                              |
| 2014 | Найкращий актор в Азії                                                   | Кім Су Хьон                                       | Перемога  | [ 13 ]                              |
| Премія корейської популярної культури та мистецтва 2014                                                              |                                                                          |                                                   |           |                                     |
| 2014 | Подяка прем'єр-міністра                                                  | Кім Су Хьон                                       | Отримав   | [ 14 ]                              |
| 2014 | Подяка прем'єр-міністра                                                  | Пак Чі Ин                                         | Отримала  | [ 14 ]                              |
| 6-та MelOn Music Awards                                                                                              |                                                                          |                                                   |           |                                     |
| 2014 | Найкращий саундтрек                                                      | «My Destiny» — Лін                                | Перемога  | [ 15 ]                              |
| 3-тя Премія «Зірок МААТР»                                                                                            |                                                                          |                                                   |           |                                     |
| 2014 | Нагорода за високу майстерність, Актор у мінісеріалі                     | Кім Су Хьон                                       | Перемога  | [ 16 ] [ 17 ]                       |
| 2014 | Нагорода за високу майстерність, Акторка у мінісеріалі                   | Чон Чі Хьон                                       | Номінація | [ 16 ] [ 17 ]                       |
| 2014 | Нагорода за майстерність, Актор у мінісеріалі                            | Пак Хе Джін                                       | Номінація | [ 16 ] [ 17 ]                       |
| 2014 | Найкращий актор другого плану                                            | Кім Чхан Ван                                      | Номінація | [ 16 ] [ 17 ]                       |
| 2014 | Найкращий актор другого плану                                            | Сін Сон Рок                                       | Номінація | [ 16 ] [ 17 ]                       |
| 2014 | Найкращий новий актор                                                    | Ан Че Хьон                                        | Номінація | [ 16 ] [ 17 ]                       |
| 2014 | Найкращий режисер                                                        | Чан Тхе Ю                                         | Перемога  | [ 16 ] [ 17 ]                       |
| 2014 | Нагорода «Зірка корейської хвилі»                                        | Чон Чі Хьон                                       | Перемога  | [ 16 ] [ 17 ]                       |
| 2014 | Нагорода «Зірка корейської хвилі»                                        | Кім Су Хьон                                       | Перемога  | [ 16 ] [ 17 ]                       |
| 22-га Премія корейської культури та розваг                                                                           |                                                                          |                                                   |           |                                     |
| 2014 | Нагорода за майстерність, Актор у драмі                                  | Сін Сон Рок                                       | Перемога  |                                     |
| 16-та Азійська музична премія Mnet                                                                                   |                                                                          |                                                   |           |                                     |
| 2014 | Найкращий саундтрек                                                      | «My Destiny» — Лін                                | Перемога  | [ 18 ] [ 19 ]                       |
| 2014 | Найкращий саундтрек                                                      | «Every Moment of You» — Сон Сі Ґьон               | Номінація | [ 18 ] [ 19 ]                       |
| 27-ма Премія Ґріме                                                                                                   |                                                                          |                                                   |           |                                     |
| 2014 | Великий приз (Тесан)                                                     | Лі Кіль Бок, Чон Мін Ґюн (Оператори-постановники) | Перемога  | [ 20 ]                              |
| 2014 | Найкращий режисер                                                        | Чан Тхе Ю, О Чхун Хван                            | Перемога  | [ 20 ]                              |
| Премія SBS драма 2014                                                                                                |                                                                          |                                                   |           |                                     |
| 2014 | Великий приз (Тесан)                                                     | Чон Чі Хьон                                       | Перемога  | [ 21 ] [ 22 ] [ 23 ]                |
| 2014 | Великий приз (Тесан)                                                     | Кім Су Хьон                                       | Номінація | [ 21 ] [ 22 ] [ 23 ]                |
| 2014 | Нагорода за високу майстерність, Найкращий актор середньотривалої драми  | Кім Су Хьон                                       | Перемога  | [ 21 ] [ 22 ] [ 23 ]                |
| 2014 | Нагорода за високу майстерність, Найкраща акторка середньотривалої драми | Чон Чі Хьон                                       | Номінація | [ 21 ] [ 22 ] [ 23 ]                |
| 2014 | Нагорода за майстерність, Найкращий актор середньотривалої драми         | Сін Сон Рок                                       | Перемога  | [ 21 ] [ 22 ] [ 23 ]                |
| 2014 | Нагорода за майстерність, Найкращий актор середньотривалої драми         | Пак Хе Джін                                       | Номінація | [ 21 ] [ 22 ] [ 23 ]                |
| 2014 | Нагорода за особливу акторську гру, акторка середньотривалої драми       | Кім Чхан Ван                                      | Перемога  | [ 21 ] [ 22 ] [ 23 ]                |
| 2014 | Нагорода за особливу акторську гру, акторка середньотривалої драми       | На Йон Хі                                         | Номінація | [ 21 ] [ 22 ] [ 23 ]                |
| 2014 | Нагорода Netizen за популярність                                         | Кім Су Хьон                                       | Перемога  | [ 21 ] [ 22 ] [ 23 ]                |
| 2014 | Нагорода Netizen за популярність                                         | Чон Чі Хьон                                       | Номінація | [ 21 ] [ 22 ] [ 23 ]                |
| 2014 | Нагорода Netizen за популярність                                         | Пак Хе Джін                                       | Номінація | [ 21 ] [ 22 ] [ 23 ]                |
| 2014 | Продюсерська нагорода                                                    | Чон Чі Хьон                                       | Перемога  | [ 21 ] [ 22 ] [ 23 ]                |
| 2014 | Топ 10 зірок                                                             | Кім Су Хьон                                       | Перемога  | [ 21 ] [ 22 ] [ 23 ]                |
| 2014 | Топ 10 зірок                                                             | Чон Чі Хьон                                       | Перемога  | [ 21 ] [ 22 ] [ 23 ]                |
| 2014 | Нагорода «Нова зірка»                                                    | Ан Че Хьон                                        | Перемога  | [ 21 ] [ 22 ] [ 23 ]                |
| 2014 | Найкраща пара                                                            | Кім Су Хьон та Чон Чі Хьон                        | Перемога  | [ 21 ] [ 22 ] [ 23 ]                |
| 29-та Премія «Золотий диск»                                                                                          |                                                                          |                                                   |           |                                     |
| 2015 | Найкращий саундтрек                                                      | «Tears Like Today» — Хо Ґак                       | Перемога  | [ 24 ]                              |
| 15-та Премія Хуадін                                                                                                  |                                                                          |                                                   |           |                                     |
| 2015 | Найкращий глобальний актор                                               | Кім Су Хьон                                       | Перемога  | [ 25 ]                              |
| 24-та Сеульська музична премія                                                                                       |                                                                          |                                                   |           |                                     |
| 2015 | Найкращий саундтрек                                                      | «My Destiny» — Лін                                | Перемога  | [ 26 ]                              |
| 27-ма Премія корейських продюсерів і режисерів                                                                       |                                                                          |                                                   |           |                                     |
| 2015 | Найкраща драма                                                           | «Моє кохання із зірки»                            | Перемога  | [ 27 ]                              |
| Премія мовників 2015 від Корейської комісії з телекомунікацій                                                        |                                                                          |                                                   |           |                                     |
| 2015 | Нагорода за майстерність, Корейська хвиля                                | «Моє кохання із зірки»                            | Перемога  | [ 28 ]                              |